# Salvatore Puccio
Salvatore Puccio (Menfi, Sicília, 31 d'agost de 1989) és un ciclista italià, professional des del 2012. Actualment corre a l'equip Ineos Grenadiers. Nascut a Sicília, passà al professionalisme el 2012, després que el 2011 guanyés el Tour de Flandes sub-23. El 2013 debutà al Giro d'Itàlia, cursa en la qual va dur la maglia rosa durant una etapa gràcies a la victòria d'etapa del seu equip.

## Palmarès
- 2007
  - Vencedor d'una etapa al Giro de la Toscana júnior
- 2011
  - 1r al Tour de Flandes sub-23
  - 1r al Trofeu Adolfo Leoni

### Resultats al Giro d'Itàlia
- 2013. 73è de la classificació general.  Porta la maglia rosa durant 1 etapa
- 2014. 98è de la classificació general
- 2015. 68è de la classificació general
- 2017. 86è de la classificació general
- 2018. 64è de la classificació general
- 2019. 86è de la classificació general
- 2020. 56è de la classificació general
- 2021. 94è de la classificació general
- 2022. 85è de la classificació general
- 2023. 72è de la classificació general

### Resultats a la Volta a Espanya
- 2013. No surt (20a etapa)
- 2015. 77è de la classificació general
- 2016. 121è de la classificació general
- 2017. 78è de la classificació general
- 2018. 96è de la classificació general
- 2019. 89è de la classificació general